# SummerSlam (2008)
SummerSlam (2008) foi o vigésimo primeiro evento anual do pay-per-view de wrestling profissional SummerSlam, produzido pela World Wrestling Entertainment (WWE). Aconteceu no dia 17 de agosto de 2008 no Conseco Fieldhouse em Indianápolis, Indiana e contou com a presença de lutadores dos programas Raw, SmackDown e ECW.

## Resultados
| Nº                                          | Resultados                                                                     | Estipulações                                                         | Tempo |
| ------------------------------------------- | ------------------------------------------------------------------------------ | -------------------------------------------------------------------- | ----- |
| Dark                                        | Big Show derrotou Bam Neely (com Chavo Guerrero)                               | Luta individual                                                      | N/A   |
| 1                                           | Montel Vontavious Porter derrotou Jeff Hardy                                   | Luta individual                                                      | 19:12 |
| 2                                           | Santino Marella e Beth Phoenix derrotaram Kofi Kingston (c) e Mickie James (c) | Luta de duplas mistas pelos Intercontinental e Women's Championships | 5:40  |
| 3                                           | Matt Hardy derrotou Mark Henry (c) (com Tony Atlas) por desqualificação        | Luta individual pelo ECW Championship                                | 0:33  |
| 4                                           | CM Punk (c) derrotou John "Bradshaw" Layfield                                  | Luta individual pelo World Heavyweight Championship                  | 11:12 |
| 5                                           | Triple H (c) derrotou The Great Khali                                          | Luta individual pelo WWE Championship                                | 9:18  |
| 6                                           | Batista derrotou John Cena                                                     | Luta individual                                                      | 18:48 |
| 7                                           | The Undertaker derrotou Edge                                                   | Luta Hell in a Cell                                                  | 35:29 |
| (c) – Refere-se aos campeões antes da luta. |                                                                                |                                                                      |       |